# Велоспорт на летних Олимпийских играх 2008 — групповая шоссейная гонка (мужчины)
Групповая шоссейная велогонка среди мужчин на летних Олимпийских играх 2008 года прошла 9 августа по временной городской трассе для велопробега в Пекине. Старт состоялся в 11:00 по единому китайскому времени (UTC+8), финиш — около 17:30 того же дня. В заезде приняли участие 143 спортсмена из 55 стран. Длина дистанции составляла 245,4 километра, включая равнинный участок протяжённостью 78,8 км, проходящий по центральной части города мимо таких достопримечательностей, как Храм Неба, Дом народных собраний, Площадь Тяньаньмэнь и Национальный стадион, а также семь повторяющихся горных колец по 23,8 км, с крутыми спусками и подъёмами через перевал Бадалин при градиенте более 10 %.
Победителем стал испанский гонщик Самуэль Санчес, выигравший финишный спринт в группе отрыва из шести человек и показавший время 6 часов 23 минуты 49 секунд. Серебряную и бронзовую медали получили итальянец Давиде Ребеллин и швейцарец Фабиан Канчеллара, занявшие второе и третье места соответственно. Впоследствии, тем не менее, Ребеллин был уличён в применении допинга, и показанный им результат аннулировали. Канчеллара, таким образом, сместился в официальном протоколе с третьего места на второе и был награждён серебряной медалью, тогда как занявший четвёртое место россиянин Александр Колобнев оказался на третьей позиции и удостоился бронзовой награды.

## Квалификация
К участию допускались не более пяти гонщиков от одного Национального олимпийского комитета (НОК) — отбор проводился в соответствии с рейтингами Международного союза велосипедистов (UCI), в большей степени учитывались выступления в ПроТуре и в меньшей степени в континентальных турах. Каждый НОК в соответствии со своими национальными рейтингами имел возможность заполнить полученную квоту спортсменами из ПроТура или одного из континентальных туров, при этом количество олимпийских лицензий в каждом туре было разным: 70 гонщиков отбирались из ПроТура (первые десять стран получали по пять квот, ещё пять стран — по четыре квоты), 38 из Европейского тура (первые шесть стран — по три квоты, ещё десять — по две), 15 из Американского тура (первые три страны — по три квоты, ещё три — по две), девять из Азиатского тура (первая страна — три квоты, ещё три страны — по две), пять из Африканского тура (первая страна — три квоты, вторая — две) и трое из Океанского тура (первая страна — три квоты).
Люксембург, находившийся в первой десятке ПроТура и формально имевший право на пять квот, в действительности получил только три, так как имел в рейтингах ПроТура только троих гонщиков. По регламенту пятеро гонщиков квалифицировались через чемпионат мира «Б» — в итоге олимпийские лицензии здесь получили семеро участников — сюда добавились две квоты, забранные у Люксембурга. Дополнительно, страны, претендовавшие только на одну квоту, могли получить эту квоту из индивидуальных рейтингов UCI: можно было взять любого гонщика из рейтинга ПроТура, любого гонщика из первой пятёрки Азиатского и Африканского туров, либо из первой двадцатки Американского тура. Этим правом воспользовались пять стран, Китай, Ливия, Коста-Рика, Куба и Южная Корея — полученные ими квоты были забраны у Швеции, Туниса, Венесуэлы, Мексики и Гонконга соответственно — у последних стран, квалифицировавшихся по национальным рейтингам. Общее количество допущенных гонщиков, таким образом, равнялось 145, хотя в конечном счёте на старт вышли только 143 человека — две квоты не заполнили Португалия и Швейцария.
Четверо предполагаемых участников выбыли из состава незадолго до начала соревнований. Итальянец Дамиано Кунего не успел восстановиться от травм, полученных на «Тур де Франс 2008», и в сборной его заменил Винченцо Нибали. Португалец Сержиу Паулинью, серебряный призёр предыдущей олимпийской групповой гонки, находился в неудовлетворительном физическом состоянии и в связи с этим отказался от участия в гонке. После того как россиянин Владимир Гусев был уволен из своей профессиональной команды за проваленный внутренний допинг-тест, его место в стартовом составе занял Денис Меньшов, который изначально должен был участвовать только в гонке с раздельным стартом. Швейцарец Микаэль Альбазини в результате падения повредил ключицу, но за оставшееся время уже не было возможности заменить его кем-то другим.

## Предварительный обзор

### Смог
Незадолго до открытия Игр Международный олимпийский комитет (МОК) выразил обеспокоенность тем фактом, что многие атлеты с высокой долей риска могут оказаться в условиях сильно загрязнённого воздуха. Организаторы рассматривали возможность переноса проходящих на открытом воздухе дисциплин (в том числе шоссейных велогонок) в случае, если уровень загрязнения окажется слишком высоким. Поскольку участники соревнований потребляют в 20 раз больше кислорода по сравнению с обычными людьми, сильное загрязнение воздуха могло резко негативно сказаться на их выступлении, вызвать у атлетов повреждение или раздражение лёгких, спровоцировать такие респираторные заболевания, как бронхиальная астма.
Независимые эксперты заключили, что 9 августа уровень загрязнения воздуха действительно превышал предельно допустимое значение, установленное Всемирной организацией здравоохранения. Гонка, тем не менее, прошла по расписанию, и каких-либо протестов со стороны спортсменов не последовало. 53 гонщика сошли с дистанции, не достигнув финишной черты, но это нормальная практика для такого типа гонок (для сравнения, на предыдущих Играх в Афинах уже на середине маршрута сошло более половины участников). По окончании соревнований некоторые гонщики жаловались на тяжёлые погодные условия, ссылаясь в основном на сильную жару (30 °C на равнине, 26 °C в горах) и влажность (до 90 %), нетипичные для Европы, где проводится большинство гонок ПроТура. При этом смог практически не упоминался как существенная проблема. Как исключение, немецкий гонщик Штефан Шумахер, рассматривавшийся в числе главных претендентов на победу, сказал в интервью, что загрязнение воздуха стало одной из причин его схода с дистанции.

### Фавориты
Большинство специалистов отдавало предпочтение членам испанской сборной, куда входили два победителя гранд-туров Альберто Контадор и Карлос Састре, высоко оцениваемый Алехандро Вальверде, победитель «Критериум Дофине 2008», действующий чемпион Испании, и Самуэль Санчес, одержавший победу на трёх этапах последней «Вуэльты». Кроме того, среди них был победитель очковой классификации «Тур де Франс 2008», трёхкратный чемпион мира Оскар Фрейре, который мог хорошо поработать на поддержку партнёров. Вальверде выделялся среди пятерых как явный фаворит. Помимо этого, претендентами на медали считались действующий олимпийский чемпион Паоло Беттини из Италии, немец Штефан Шумахер, австралиец Кадел Эванс. Отмечалось, что высокий результат могут показать сплочённые команды Германии и Люксембурга. У Германии был Шумахер и сильные ветераны гранд-туров, в том числе опытный Йенс Фогт в качестве поддержки, тогда как Люксембург располагал братьями Анди и Фрэнком Шлеками вместе с Кимом Кирхеном — все трое примеряли жёлтую майку лидера на прошедшем «Тур де Франс».

## Маршрут
Заезд проходил по маршруту городской трассы для велопробега протяжённостью 102,6 км — одному из девяти временных спортивных объектов, сооружённых специально к пекинской Олимпиаде. Всего же дистанция мужской гонки составляла 245,4 км — это самая большая шоссейная дистанция за всю историю Олимпийских игр. Стартовая линия находилась у ворот Юндинмэнь, исторического сооружения старой китайской городской стены, в районе Чунвэнь северной части Пекина. Финиш располагался на горном перевале Цзюйюнгуань в районе Чанпин.
Маршрут пролегал через восемь городских районов Пекина: Чунвэнь, Сюаньу, Дунчэн, Сичэн, Чаоян, Хайдянь, Чанпин и Яньцин. Окружающий пейзаж, названный британской газетой The Guardian «зрительно роскошным», включал такие достопримечательности, как Храм Неба, Дом народных собраний, Площадь Тяньаньмэнь, тибетский буддийский храм Юнхэгун, отдельные части Великой Китайской стены, появляющиеся в поле зрения по мере продвижения из центрального урбанистического Пекина к окраинным сельским районам. Были видны также и олимпийские объекты, Национальный стадион и Пекинский национальный плавательный комплекс (известные в народе как «Птичье гнездо» и «Водяной куб»).
Главное отличие мужской гонки от женской заключалось в двойном увеличении протяжённости пути, достигнутом за счёт прибавления семи повторяющихся колец от горы Бадалин, самого посещаемого отрезка Великой Китайской стены, до перевала Цзюйюнгуань. Начальные участки маршрута располагались в центральном Пекине, поэтому рельеф здесь был относительно равнинным. Примерно на отметке в 78,8 км, по достижении участка Бадалин, гонщики въезжали на первое из семи колец протяжённостью 23,8 км. С этого момента градиент трассы резко возрастал, со старта первого кольца в течение 12,4 км гонщики должны были подняться вверх на 338,2 м. Далее от наивысшей точки маршрута шёл небольшой обманчивый равнинный участок и спуск к автостраде, ведущей к перевалу Цзюйюнгуань. Последние 350 метров дистанции представляли собой крайне тяжёлый подъём, заложенный для того, чтобы к финишу несколько гонщиков собрались в одну группу, из которой бы уже происходил финальный спурт.
Из соображений безопасности организаторы запретили зрителям стоять вдоль дороги во время гонки. Это решение было неоднозначно встречено общественностью: многие важные фигуры в области велоспорта, в том числе президент UCI Пэт Маккуайд и австралийские гонщики Стюарт О’Грэйди и Кадел Эванс, подвергли такой подход резкой критике. По мнению Маккуайда и О’Грэйди, отсутствие людей на обочинах лишает гонку праздничной атмосферы, присущей большинству подобных событий, кроме того, запрет несправедлив по отношению к болельщикам. Австралийская федерация велоспорта Cycling Australia выразила надежду на то, что организаторы прислушаются к мнению общественности и снимут какие-то ограничения к гонке с раздельным стартом, однако в итоге этого не произошло.

## Ход гонки
Гонка началась в 11:00 по местному времени (UTC+8), и уже на третьем километре от старта Орасио Галлардо (Боливия) и Патрисио Альмонасид (Чили) на пару сформировали группу отрыва. Им удалось оторваться более чем на 15 минут, но в действительности никто не рассматривал их как реальную угрозу, и в итоге ни тот, ни другой вообще не смогли доехать до финиша. Ни одна из команд не стремилась форсировать события, на начальном этапе средняя скорость оставалась очень низкой (около 25 км/ч), лишь на 60-м километре пошла вперёд интернациональная группа из 26 человек, куда входили и фавориты: Карлос Састре (Испания), Ким Кирхен (Люксембург), Йенс Фогт (Германия), Роман Кройцигер (Чехия), Симон Джерранс (Австралия). В начале первого 23,8-километрового кольца Альмонасид оставил Галлардо позади и в течение почти полутора часов удерживал лидерство в полном одиночестве — на вершине второго кольца его настигла группа преследования, в которой на тот момент осталось 24 человека.
К середине гонки, после четырёх колец из семи, группа отрыва довела преимущество до шести минут — во многом благодаря усилиям Састре и Кройцигера. В этот момент пелотон, возглавляемый преимущественно итальянцами, заметно увеличил скорость с целью догнать оторвавшихся. Участники отрыва Александр Кучинский (Беларусь) и Руслан Подгорный (Украина) резко ускорились и к началу пятого кольца вдвоём смогли опередить на 1 минуту 40 секунд группу Састре и на 2 минуты 45 секунд основную группу. Группа Састре была поглощена основной группой за 60 километров до финиша, тогда как впереди остались одни только Кучинский с Подгорным. К концу пятого кольца Маркус Юнгквист (Швеция), Ригоберто Уран (Колумбия) и Йохан ван Суммерен (Бельгия) атаковали из пелотона, обогнав белоруса и украинца.
Следующая атака, позже названная журналистами «дерзкой» и «смелой», произошла в конце шестого кольца — малоизвестный гонщик Кристиан Пфаннбергер (Австрия) выделился из пелотона и пошёл вперёд. Его максимальный отрыв не превышал и минуты, но лидерство ему удавалось удерживать довольно долго, до впадины последнего седьмого кольца за 20 километров до финиша. В течение пяти минут непрерывно продолжались атаки, в результате около двадцати гонщиков отделились в лидирующую группу: здесь присутствовали в том числе Кадел Эванс (Австралия), Леви Лайфаймер (США), Сантьяго Ботеро (Колумбия) и Жером Пино (Франция), тогда как главные претенденты на победу Алехандро Вальверде (Испания) и Паоло Беттини (Италия) остались пока в основной группе. Пятеро гонщиков — Самуэль Санчес (Испания), Майкл Роджерс (Австралия), Давиде Ребеллин (Италия), Анди Шлек (Люксембург) и Александр Колобнев (Россия) — отделились от лидирующей группы, устремившись к финишу, чему во многом способствовали непрекращающиеся атаки Шлека. На вершине горного перевала Бадалин, за 12,7 км до финиша, Санчес, Ребеллин и Шлек имели преимущество в 10 секунд перед Колобневым с Роджерсом и 26 секунд перед группой Эванса. Беттини с Вальверде, взяв с собой Фабиана Канчеллару (Швейцария), атаковали из пелотона и к вершине подъёма догнали группу Эванса. За десять километров до финиша лидирующая тройка оторвалась от двоих преследователей на 15 секунд.
Когда до конца оставалось пять километров, Канчеллара атаковал из группы Эванса и догнал Колобнева с Роджерсом — втроём им удалось подтянуться к тройке лидеров, это произошло примерно за километр до финиша. Таким образом, в финишном спринте принимали участие шестеро гонщиков. Первым финишную черту пересёк Санчес, опередив ближайшего преследователя почти на длину велосипеда. Вторым стал Ребеллин, третьим с просветом в два колеса финишировал Канчеллара, четвёртым — Колобнев, пятым — Шлек, шестым — Роджерс. Гонщики преодолели дистанцию за 6 часов 23 минуты 49 секунд, показав среднюю скорость 38,36 км/ч.

## Допинговый скандал
В соответствии с отчётом МОК, обнародованным в апреле 2009 года, допинг-пробы шестерых спортсменов Олимпийских игр в Пекине оказались положительными, однако имена нарушителей и спортивные дисциплины пока не назывались. Позже появились сообщения о том, что в употреблении запрещённых веществ заподозрены двое велогонщиков, в том числе один призёр. Олимпийский комитет Италии, не называя имени, подтвердил наличие в пробе одного из велогонщиков, участников мужского группового заезда, непрерывного активатора рецепторов эритропоэтина (CERA, разновидность эритропоэтина третьего поколения). На следующий день 29 апреля комитет сообщил, что этим велогонщиком является Давиде Ребеллин. Агент Ребеллина сделал запрос на вскрытие дополнительной пробы «Б». 9 июля информация о положительных допинг-тестах была официально подтверждена, Ребеллин и немецкий гонщик Штефан Шумахер были признаны виновными в употреблении запрещённых веществ. Шумахер в то время уже отбывал наказание за проваленный допинг-тест на «Тур де Франс 2008», поэтому в связи с новым нарушением срок его дисквалификации продлили, тогда как Ребеллина решение МОК и UCI обязывало вернуть серебряную медаль.
27 ноября по требованию Олимпийского комитета Италии Ребеллин вернул медаль. По регламенту UCI Канчеллара и Колобнев, занявшие третье и четвёртое места, переместились в официальном протоколе на вторую и третью позиции соответственно, хотя полагающиеся медали им вручили не сразу. 18 декабря 2010 года Канчеллара получил серебряную медаль, забранную у Ребеллина, на торжественной церемонии в своём родном городе Иттигене в Швейцарии. Позже бронзовая медаль Канчеллары была передана Колобневу.
Ребеллин через Спортивный арбитражный суд пытался опротестовать решение об исключении его из числа призёров, но в июле 2010 года протест был отклонён.
Случаи применения допинга велогонщиками на Олимпиаде в Пекине, вкупе с аналогичными допинговыми скандалами на «Тур де Франс» несколькими месяцами ранее, привели к резкому ухудшению репутации велоспорта в Международном олимпийском комитете. Вице-президент МОК Томас Бах заявил, что присутствие мужского шоссейного велоспорта в программе Олимпийских игр должно быть пересмотрено и что доверие ко всему виду спорта подорвано. При этом он уточнил, что какие-либо конкретные репрессивные меры в отношении велоспорта пока не предусмотрены. Президент UCI Пэт Маккуайд резко отреагировал на это заявление: «Почему все велосипедисты должны страдать из-за пары паршивых овец?».

## Итоговые результаты
На старт вышли 143 гонщика, однако далеко не все из них являлись специалистами однодневных гонок и настраивались непременно доехать до финиша — многие работали в первую очередь на поддержку лидеров своих национальных сборных, обладающих лучшими качествами горовосхождения, стремились на начальных равнинных участках вывести их на наиболее выгодную позицию. Некоторые участники берегли себя перед предстоящей гонкой с раздельным стартом. Кроме того, на финальных кольцах действовало правило — если лидер обгоняет того или иного гонщика на круг, последний сразу же снимается с дистанции.
| Место | Спортсмен                   | Результат |
| ----- | --------------------------- | --------- |
| 1     | Самуэль Санчес (ESP)        | 6:23:49   |
| 2     | Фабиан Канчеллара (SUI)     | «         |
| 3     | Александр Колобнев (RUS)    | »         |
| 4     | Анди Шлек (LUX)             | «         |
| 5     | Майкл Роджерс (AUS)         | »         |
| 6     | Сантьяго Ботеро (COL)       | 6:24:01   |
| 7     | Марио Артс (BEL)            | «         |
| 8     | Майкл Бэрри (CAN)           | 6:24:05   |
| 9     | Роберт Гесинк (NED)         | 6:24:07   |
| 10    | Леви Лайфаймер (USA)        | 6:24:09   |
| 11    | Крис Анкер Сёренсен (DEN)   | 6:24:11   |
| 12    | Алехандро Вальверде (ESP)   | »         |
| 13    | Жером Пино (FRA)            | «         |
| 14    | Кэдел Эванс (AUS)           | »         |
| 15    | Пшемыслав Немец (POL)       | «         |
| 16    | Кристиан Вандевельде (USA)  | 6:24:19   |
| 17    | Паоло Беттини (ITA)         | 6:24:24   |
| 18    | Владимир Карпец (RUS)       | 6:24:59   |
| 19    | Мурилу Фишер (BRA)          | 6:26:17   |
| 20    | Фабиан Вегман (GER)         | »         |
| 21    | Эрик Хоффман (NAM)          | «         |
| 22    | Кристиан Пфаннбергер (AUT)  | »         |
| 23    | Густав Ларссон (SWE)        | «         |
| 24    | Ники Сёренсен (DEN)         | »         |
| 25    | Радослав Рогина (CRO)       | «         |
| 26    | Джон-Ли Огустин (RSA)       | »         |
| 27    | Нуну Рибейру (POR)          | «         |
| 28    | Игнат Коновалов (LTU)       | »         |
| 29    | Джексон Родригес (VEN)      | «         |
| 30    | Мэттью Ллойд (AUS)          | »         |
| 31    | Курт Асле Арвесен (NOR)     | «         |
| 32    | Константин Сивцов (BLR)     | »         |
| 33    | Реми Пориоль (FRA)          | «         |
| 34    | Тадей Вальявец (SLO)        | »         |
| 35    | Ярослав Попович (UKR)       | «         |
| 36    | Саймон Герранс (AUS)        | »         |
| 37    | Томас Лёфквист (SWE)        | 6:26:25   |
| 38    | Томас Рореггер (AUT)        | «         |
| 39    | Джордж Хинкепи (USA)        | »         |
| 40    | Хосе Серпа (COL)            | 6:26:27   |
| 41    | Йохан ван Суммерен (BEL)    | «         |
| 42    | Фрэнк Шлек (LUX)            | »         |
| 43    | Андрей Мизуров (KAZ)        | «         |
| 44    | Роман Кройцигер (CZE)       | 6:26:35   |
| 45    | Ким Кирхен (LUX)            | 6:26:40   |
| 46    | Моисес Альдапе (MEX)        | 6:28:08   |
| 47    | Рейн Таарамэ (EST)          | 6:30:49   |
| 48    | Карлос Састре (ESP)         | 6:31:06   |
| 49    | Франко Пеллицотти (ITA)     | »         |
| 50    | Сергей Лагутин (UZB)        | «         |
| 51    | Хуссейн Аскари (IRI)        | 6:34:22   |
| 52    | Руслан Подгорный (UKR)      | »         |
| 53    | Джулиан Дин (NZL)           | 6:34:26   |
| 54    | Яцек Морайко (POL)          | «         |
| 55    | Райдер Хешедаль (CAN)       | »         |
| 56    | Матия Квасина (CRO)         | «         |
| 57    | Маркус Юнгквист (SWE)       | »         |
| 58    | Свейн Тафт (CAN)            | «         |
| 59    | Денис Меньшов (RUS)         | »         |
| 60    | Юре Гольчер (SLO)           | «         |
| 61    | Ян Валах (SVK)              | »         |
| 62    | Марцио Брусегин (ITA)       | «         |
| 63    | Николас Роуч (IRL)          | »         |
| 64    | Лоуренс тен Дам (NED)       | «         |
| 65    | Петер Кустор (HUN)          | 6:35:44   |
| 66    | Иван Стевич (SRB)           | »         |
| 67    | Гатис Смукулис (LAT)        | 6:36:48   |
| 68    | Танел Кангерт (EST)         | «         |
| 69    | Гонсало Гарридо (CHI)       | »         |
| 70    | Эдвальд Боассон Хаген (NOR) | «         |
| 71    | Андре Кардозу (POR)         | 6:39:42   |

| Место | Спортсмен                  | Результат |
| ----- | -------------------------- | --------- |
| 72    | Александр Кучинский (BLR)  | »         |
| 73    | Дайнюс Кайрелис (LTU)      | «         |
| 74    | Петр Бенчик (CZE)          | »         |
| 75    | Александр Плюшкин (MDA)    | «         |
| 76    | Денис Костюк (UKR)         | »         |
| 77    | Сергей Иванов (RUS)        | «         |
| 78    | Хадер Мизбани (IRI)        | »         |
| 79    | Дэвид Джордж (RSA)         | «         |
| 80    | Филип Деинан (IRL)         | »         |
| 81    | Глен Чэдвик (NZL)          | «         |
| 82    | Александр Усов (BLR)       | 6:49:59   |
| 83    | Томаш Марчиньский (POL)    | »         |
| 84    | Небойша Йованович (SRB)    | «         |
| 85    | Такаси Миядзава (JPN)      | 6:55:24   |
| 86    | Рафаа Штиоуи (TUN)         | 7:03:04   |
| 87    | Пак Сун Бек (KOR)          | »         |
| 88    | Ву Кинь Сань (HKG)         | 7:05:57   |
| 89    | Лусиано Пальярини (BRA)    | 7:08:27   |
| —     | Альберто Контадор (ESP)    | DNF       |
| —     | Оскар Фрейре (ESP)         | DNF       |
| —     | Винченцо Нибали (ITA)      | DNF       |
| —     | Стюарт О’Грэйди (AUS)      | DNF       |
| —     | Владимир Ефимкин (RUS)     | DNF       |
| —     | Геральд Циолек (GER)       | DNF       |
| —     | Берт Грабш (GER)           | DNF       |
| —     | Штефан Шумахер (GER)       | DNF       |
| —     | Йенс Фогт (GER)            | DNF       |
| —     | Стеф Клемент (NED)         | DNF       |
| —     | Карстен Крон (NED)         | DNF       |
| —     | Ники Терпстра (NED)        | DNF       |
| —     | Максим Монфор (BEL)        | DNF       |
| —     | Кристоф Брандт (BEL)       | DNF       |
| —     | Юрген Ван ден Брук (BEL)   | DNF       |
| —     | Джейсон Маккартни (USA)    | DNF       |
| —     | Дэвид Забриски (USA)       | DNF       |
| —     | Сирил Дессель (FRA)        | DNF       |
| —     | Пьеррик Федриго (FRA)      | DNF       |
| —     | Пьер Роллан (FRA)          | DNF       |
| —     | Джонатан Беллис (GBR)      | DNF       |
| —     | Стив Каммингс (GBR)        | DNF       |
| —     | Роджер Хэммонд (GBR)       | DNF       |
| —     | Бен Свифт (GBR)            | DNF       |
| —     | Ларс Петтер Нордхаус (NOR) | DNF       |
| —     | Габриэль Раск (NOR)        | DNF       |
| —     | Симон Шпилак (SLO)         | DNF       |
| —     | Борут Божич (SLO)          | DNF       |
| —     | Андрей Гривко (UKR)        | DNF       |
| —     | Чжан Лян (CHN)             | DNF       |
| —     | Роберт Хантер (RSA)        | DNF       |
| —     | Ахмед Бельгасем (LBA)      | DNF       |
| —     | Матиас Медичи (ARG)        | DNF       |
| —     | Хуан Хосе Аэдо (ARG)       | DNF       |
| —     | Алехандро Боррахо (ARG)    | DNF       |
| —     | Ригоберто Уран (COL)       | DNF       |
| —     | Энри Рабе (CRC)            | DNF       |
| —     | Мехди Сухраби (IRI)        | DNF       |
| —     | Фумиюки Бэппу (JPN)        | DNF       |
| —     | Максим Иглинский (KAZ)     | DNF       |
| —     | Роман Брониш (SVK)         | DNF       |
| —     | Матей Юрчо (SVK)           | DNF       |
| —     | Владимир Михолевич (CRO)   | DNF       |
| —     | Брайан Бах Вандборг (DEN)  | DNF       |
| —     | Данаил Петров (BUL)        | DNF       |
| —     | Евгений Герганов (BUL)     | DNF       |
| —     | Райвис Белохвощик (LAT)    | DNF       |
| —     | Ласло Бодроги (HUN)        | DNF       |
| —     | Тимоти Гадселл (NZL)       | DNF       |
| —     | Хишем Шаабан (ALG)         | DNF       |
| —     | Патрисио Альмонасид (CHI)  | DNF       |
| —     | Марио Контрерас (ESA)      | DNF       |
| —     | Орасио Гальярдо (BOL)      | DNF       |

Пояснения причин схода с дистанции
1. ↑  Усталость.[42]
2. ↑  Проблемы с желудком.[43]
3. ↑  Головная боль.[25]
4. ↑  Работал на команду.[44]
5. ↑  Утомлённость жарой.[45]
6. ↑  Подготовка к разделке.[46]
7. ↑  Проблемы с дыханием.[47]
8. ↑  Усталость и подготовка к разделке.[48]
9. ↑  Утомлённость жарой.[48]
10. ↑  Столкнулся с Михольевичем.[49]
11. 1 2 3 4 5 6 7  Отстал на круг.[41]
12. ↑  Проблемы с дыханием.[50]
13. ↑  Столкнулся со Шпилаком.[49]
14. ↑  Подготовка к разделке.[49]
15. ↑  Усталость.[51]